# Kučevo
Kučevo (Servisch: Кучево) is een gemeente in het Servische district Braničevo.
Kučevo telt 18.808 inwoners (2002). De oppervlakte bedraagt 721 km², de bevolkingsdichtheid is 26,1 inwoners per km².
Van de bevolking van de gemeente verklaarden 5.204 (27,67%) zich Vlachen. De Vlachen zijn een groep die verwant zijn aan de Roemenen.